# Şanlıurfa (stad)
Şanlıurfa of Urfa (ook los geschreven als Şanlı Urfa, Turks: şanlı = "glorierijk", Aramees: ܐܘܪܗܝ, Urhoy; Koerdisch: Riha; in de oudheid Edessa of Antiochië aan de Callirrhoë) is een stad in Zuidoost-Turkije, met een geschatte bevolking van 2.035.809 inwoners (2018). In 1979 hebben de bewoners van Urfa geklaagd waarom Antep in 1921 Gaziantep werd genoemd en zij geen  eernaam kregen. De rechters gaven als coulance de bijnaam Şanlı erbij waardoor de stad vanaf dat moment Şanlıurfa heette. Ze ligt op een vruchtbare vlakte, aan drie kanten omringd door bergen. Ze vormt de hoofdplaats van de provincie Şanlıurfa. Het dialect dat er gesproken wordt, wordt ook Urfa genoemd.
De stad is via grote verkeerswegen verbonden met Gaziantep 150 km naar het westen, met Mardin 250 km naar het oosten, met Diyarbakır 250 km naar het noorden en met Syrië 75 km naar het zuiden.
Er zijn twee luchthavens: het oude Şanlıurfa Airport dat 9 km naar het zuiden ligt, deze oude luchthaven is sinds 17 juni 2007 gesloten, en de nieuwe huidige luchthaven Şanlıurfa GAP Airport dat 33,9 km naar het noordoosten ligt. Şanlıurfa GAP Airport werd op 17 juni 2007 geopend als een onderdeel van het Project Zuidoost-Anatolië, ook wel bekend als GAP.
Şanlıurfa GAP Airport heeft de langste startbaan in Turkije, de startbaanlengte wordt geschat op 3988 m of 4000 m.
De economie berust vooral op de landbouw en de veeteelt van de omringende regio; de voornaamste exportproducten zijn boter en katoen.

## Algemeen
De voornaamste bezienswaardigheid van Urfa is zijn oude citadel, gelegen op een van de heuvels boven de stad. Daarnaast zijn ook delen van de oude stadsmuren bewaard, naast fragmenten van de waterbeheersingswerken die hier in de 6e eeuw werden opgetrokken. Islamitische monumenten zijn de 17e-eeuwse madrassa en de moskee van Abd ar-Rahman.
Urfa's eeuwenoud belang ligt bij zijn strategische positie op de pas die de handelsweg tussen Anatolië (Centraal-Turkije) en Noord-Mesopotamië (Noord-Irak) beheerst.

## Geschiedenis
Bij bouwwerkzaamheden in de jaren 90 werd een beeld gevonden dat de Urfa-man werd genoemd. Deze vondst toont aan dat de plaats al sinds duizenden jaren bewoond is; ze werd voor het eerst in het Aramees opgetekend als Urhoy. In de plaatselijke overlevering wordt de stad in verband gebracht met aartsvader Abraham. Dat komt doordat zich in de buurt van Balikligöl een grot bevindt waarvan men aanneemt dat hij daar zou zijn geboren. Moslims geloven dat Abraham een profeet was.
In de 3e eeuw v.Chr. verovert Alexander de Grote de stad en sticht er een militaire nederzetting en vernoemt haar naar Edessa, de hoofdstad van zijn vaderland Macedonië.
In de 2e eeuw v. Chr. ontstond hier het koninkrijk Osroene. Toen koning Abgar in de 1e eeuw christen werd en veel inwoners van het land zijn voorbeeld volgden verrezen overal kerken en kloosters. Omstreeks 150 zou hier een van de belangrijkste bisschopszetels van de Syrisch-Orthodoxe Kerk van Antiochië zijn gevestigd. Edessa ontwikkelde zich reeds vroeg tot een centrum van christelijke godgeleerdheid. Een belangrijke stimulans werd gevormd door de Syrische christenen met hun beroemde theologische school met vele vermaarde leraren, waaronder Efrem de Syriër.
Aangenomen wordt dat de oudste christenen van Edessa nazaten waren van de oergemeente te Jeruzalem. Edessa wordt tevens de stad van de apostel Thomas genoemd. Volgens de overlevering zou Thomas opdracht gegeven hebben om er het evangelie te verkondigen. Volgens dezelfde overlevering zou hij hier ook begraven zijn. Omstreeks 380 bezocht de pelgrim Egeria er het graf van Sint-Thomas.
In de 7e eeuw kwam de stad in handen van het Arabische Rijk maar in 1030-1031 werd Edessa veroverd door de Byzantijnen onder leiding van generaal Georgios Maniakes, ze zou ruim 50 jaar Byzantijns blijven tot 1086-1087.
In 1098 werd de stad gedurende de Eerste Kruistocht ingenomen door kruisvaarders. In 1147 werden ze verdreven door de Seltsjoeken, een tak van de Oghuz-Turken. Daarna zouden verschillende heersers komen en gaan. In 1637 lijfden de Ottomanen de stad bij hun rijk in en kreeg de stad haar huidige naam.
In 1830 kwam de stad korte tijd onder de controle van de Egyptische onderkoning Mohammed Ali Pasja. De vervolging van de Aramese christenen in 1916 zorgde ervoor dat de christelijke bevolking van Şanlıurfa nu zo goed als verdwenen is.

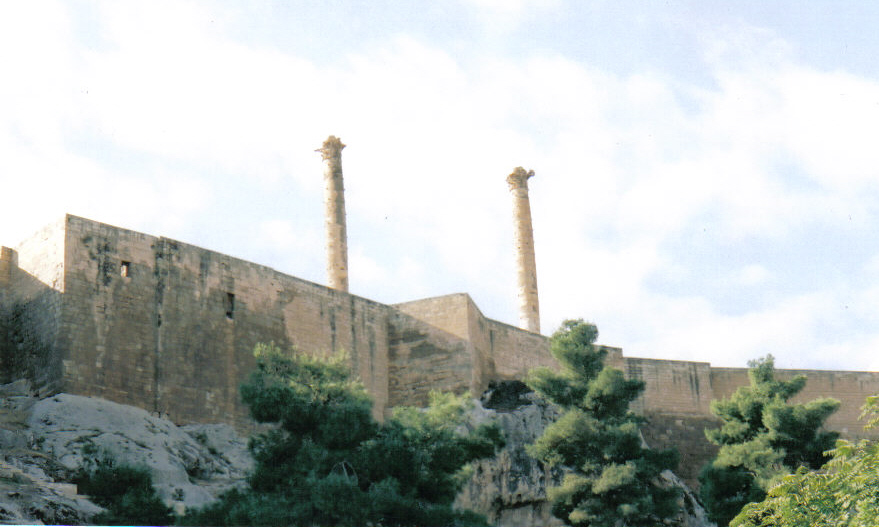
Twee Romeinse zuilen binnen de citadel steken uit boven de stad.